# Östermalm (Estocolmo)
Östermalm (œstɛrma´lm) é um distrito municipal central de Estocolmo com um tamanho de 2,56 km² e tem uma população de 36.636 habitantes. É um distrito municipal composto maioritariamente de gente de classe alta. Lá se encontra a plaza/bairro de Stureplan conhecido por sua atividade gastronômica noturna.

## História
Durante o reinado do rei escandinavo Eric de Pomerânia (início do séc. XV) foi erguido um estabulo real nos domínios da aldeia Vädla. No séc. XVII foi permitidos aos habitantes de Estocolmo manter os seus gados. Como a cidade de Estocolmo cresceu e tinha uma fronteira havia muitas reclamações devido aos animais causarem muitos danos na cidade. Em 1672 foi permitido construir estábulos e em 1672 a parte oriental tornou-se um campo militar. Durante os 200 anos seguintes alguns oficiais mais ricos viveram aqui mas a maioria dos habitantes era pobre.

## Bairros
Norrmalm é constituído por quatro bairros:
- Djurgården
- Hjorthagen
- Ladugårdsgärdet
- Norra Djurgården
- Östermalm

## Lugares em Östermalm
- Diplomatstaden
- Eriksberg
- Lappkärrsberget
- Lärkstaden
- Nedre Östermalm
- Villastaden
- Övre Östermalm

## Estações de Trem e Metrô
- Karlaplan: metrô linha 13
- Stadion: metrô linha 14
- Tekniska Högskolan: metrô linha 14 / Stockholm Östra: sistema Röslagsbanan, linhas 27, 28 e 29
- Östermalmstorg: metrô linhas 13 e 14